# Hollands Maandblad
Hollands Maandblad is een literair tijdschrift in Nederland.
Het blad werd op 20 mei 1959 als Hollands Weekblad opgericht door K.L. Poll, die tientallen jaren de enige redacteur was. Vanaf 1962 werd het maandelijks in plaats van wekelijks uitgegeven en kreeg het de huidige titel. Veel bekende schrijvers hebben gepubliceerd in het blad (zie de lijst hieronder) en nog steeds debuteert menig schrijver in Hollands Maandblad. Het is vanouds ook een platform voor essayisten, politici en tekenaars. 

## Subsidie en onderscheiding
Zoals de meeste literaire tijdschriften werd het blad aanvankelijk gesubsidieerd. Vanaf 1997 werd de subsidie echter geweigerd omdat het Literair Productie en Vertalingen Fonds oordeelde dat het tijdschrift 'te journalistiek' en 'niet spraakmakend genoeg' zou zijn. Het blad besloot op eigen kracht verder te gaan onder het motto 'vrij en ongesubsidieerd'. Sedert 2004 ontvangt het Hollands Maandblad weer subsidie van het Productie Fonds, mede omdat het blad door het Fonds toch weer als 'toonaangevend' werd gezien. In 2007 ontving Hollands Maandblad de LOF-penning van het Lucas-Ooms Fonds ter bevordering van tijdschriftjournalistiek, als meest vooraanstaande periodiek in de categorie 'literaire tijdschriften'.

## Redactie
Na het overlijden van K.L. Poll in 1990 werd de redactie enige jaren gevoerd door J.J. Peereboom, medewerker van het eerste uur. Vervolgens trad eind 1994 een vierkoppige redactie aan, bestaande uit J.J. Peereboom, Marie-Anne van Wijnen, Maarten Doorman en Bastiaan Bommeljé. Laatstgenoemde was sinds januari 2001 de enige redacteur. Met ingang van januari 2019 nam Bommeljé afscheid als hoofdredacteur na 25 jaar, David Garvelink is diens opvolger. In het najaar van 2023 werd Garvelink opgevolgd door dichter en essayist Johannes van der Sluis. 

## Hollands Maandblad Schrijversbeurzen
Sedert 2004 geeft het blad elk jaar 'Hollands Maandblad Schrijversbeurzen' aan veelbelovende jonge medewerkers op het gebied van proza, poëzie en essayistiek.
| Jaar      | Poëzie                          | Proza                                                          | Essayistiek             |
| --------- | ------------------------------- | -------------------------------------------------------------- | ----------------------- |
| 2002/2003 | Cor Gordijn                     | Cathelijn Schilder                                             | Megchel J. Doewina      |
| 2003/2004 | Vrouwkje Tuinman                | Yusef el Halal                                                 | Thomas Bersee           |
| 2004/2005 | Froukje van der Ploeg           | M.A.C. Paanakker                                               | Esther ten Dolle        |
| 2005/2006 | Floor Buschenhenke              | Anke Scheeren                                                  | Margriet de Koning Gans |
| 2006/2007 | Annemieke Gerrist               | Ilse Bos                                                       | Fredie Beckmans         |
| 2007/2008 | Krijn Peter Hesselink           | Thijs de Boer                                                  | (Niet uitgereikt)       |
| 2008/2009 | Vicky Francken                  | Ivo Bonthuis                                                   | Hans Hogenkamp          |
| 2009/2010 | Iris Brunia                     | Nina Roos                                                      | (Niet uitgereikt)       |
| 2010/2011 | Emma Burns                      | Philip Huff                                                    | Krijn Peter Hesselink   |
| 2011/2012 | Kira Wuck                       | Stephan ter Borg                                               | Machiel Jansen          |
| 2012/2013 | Esther Porcelijn                | Bregje Hofstede                                                | Maxim Roozen            |
| 2013/2014 | Olga Kortz                      | Jochem van den Dijssel Emma Burns Olga Kortz                   | (Niet uitgereikt)       |
| 2014/2015 | Anne van Amstel Lucas Rijneveld | Kitty Pouwels                                                  | (Niet uitgereikt)       |
| 2015/2016 | (Niet uitgereikt)               | Erik Wietse Rietkerk Daniëlle van Versendaal Pieter Kranenborg | (Niet uitgereikt)       |
| 2016/2017 | Jan-Willem Dijk                 | Gerda Blees                                                    | (Niet uitgereikt)       |
| 2017/2018 | Anne van Winkelhof              | Renske van den Broek                                           | (Niet uitgereikt)       |
| 2018/2019 | Dorien de Wit                   | Tjeerd Posthuma                                                | (Niet uitgereikt)       |
| 2019/2020 | Johannes van der Sluis          | (Niet uitgereikt)                                              | Kim Schoof              |
| 2020/2021 | Maaike de Wolf                  | Lotte Dondorp                                                  | Lodewijk Verduin        |
| 2021/2022 | Emma van Hooff                  | Sadiqa Almakhadie                                              | (Niet uitgereikt)       |
| 2022/2023 | Tyche Tjebbes                   | Levi Jacobs Sarah Andrea Desplenter                            | (Niet uitgereikt)       |

## Bijdragen

### Schrijvers en essayisten
- Maarten Biesheuvel
- Merijn de Boer
- Frits Bolkestein
- Mark Boog
- Wim Brands
- Hugo Brandt Corstius
- Maarten Doorman
- Piet Gerbrandy
- Eva Gerlach
- Arnon Grunberg
- Maarten 't Hart
- Jaap van Heerden
- Thomas Heerma van Voss
- Ingmar Heytze
- W.F. Hermans
- Dick Hillenius
- Philip Huff
- Gerrit Komrij
- Rudy Kousbroek
- Gerrit Krol
- Rik Kuethe
- Minke Menalda
- J.J. Peereboom
- David Pefko
- Jan Pen
- Tjeerd Posthuma
- Bas van Putten
- Karel van het Reve
- Ton Rozeman
- Renate Rubinstein
- Eva Maria Staal
- Marc Tritsmans
- Leo Vroman
- Pieter Waterdrinker
- Robbert Welagen
- Florus Wijsenbeek
- Co Woudsma
- Pieter Kranenborg
- Levi Jacobs

### Kunstenaars
- Constant
- Nicolas Dings
- Jeroen Hermkens
- Dirkje Kuik
- Charlotte Mutsaers
- Iris Le Rütte
- Peter Vos
- Ronald Tolman